# Ptakowice (Lewin Brzeski)
Ptakowice (deutsch Taschenberg) ist eine Ortschaft in der Gemeinde Lewin Brzeski im Powiat Brzeski der Woiwodschaft Oppeln.

## Geographie

### Geographische Lage
Das Angerdorf Ptakowice liegt im Südosten der historischen Region Niederschlesien an der Grenze zu Oberschlesien. Der Ort liegt etwa sieben Kilometer westlich vom Gemeindesitz Lewin Brzeski (Löwen), 18 Kilometer südöstlich von der Kreisstadt Brzeg (Brieg) und 33 Kilometer nordwestlich von der Woiwodschaftshauptstadt Oppeln. 
Ptakowice liegt in der Nizina Śląska (Schlesische Tiefebene) am Rande der Dolina Nysy Kłodzkiej (Glatzer Neiße-Tal) hin zur Równina Wrocławska (Breslauer Ebene). Ptakowice liegt an einem Altarm der Glatzer Neiße. Durch den Ort verläuft die Woiwodschaftsstraße Droga wojewódzka 458.

### Nachbarorte
Nachbarorte von Ptakowice sind im Norden Jasiona (Jeschen), im Osten Kantorowice (Kantersdorf) und im Westen Michałów (Michelau).

## Geschichte

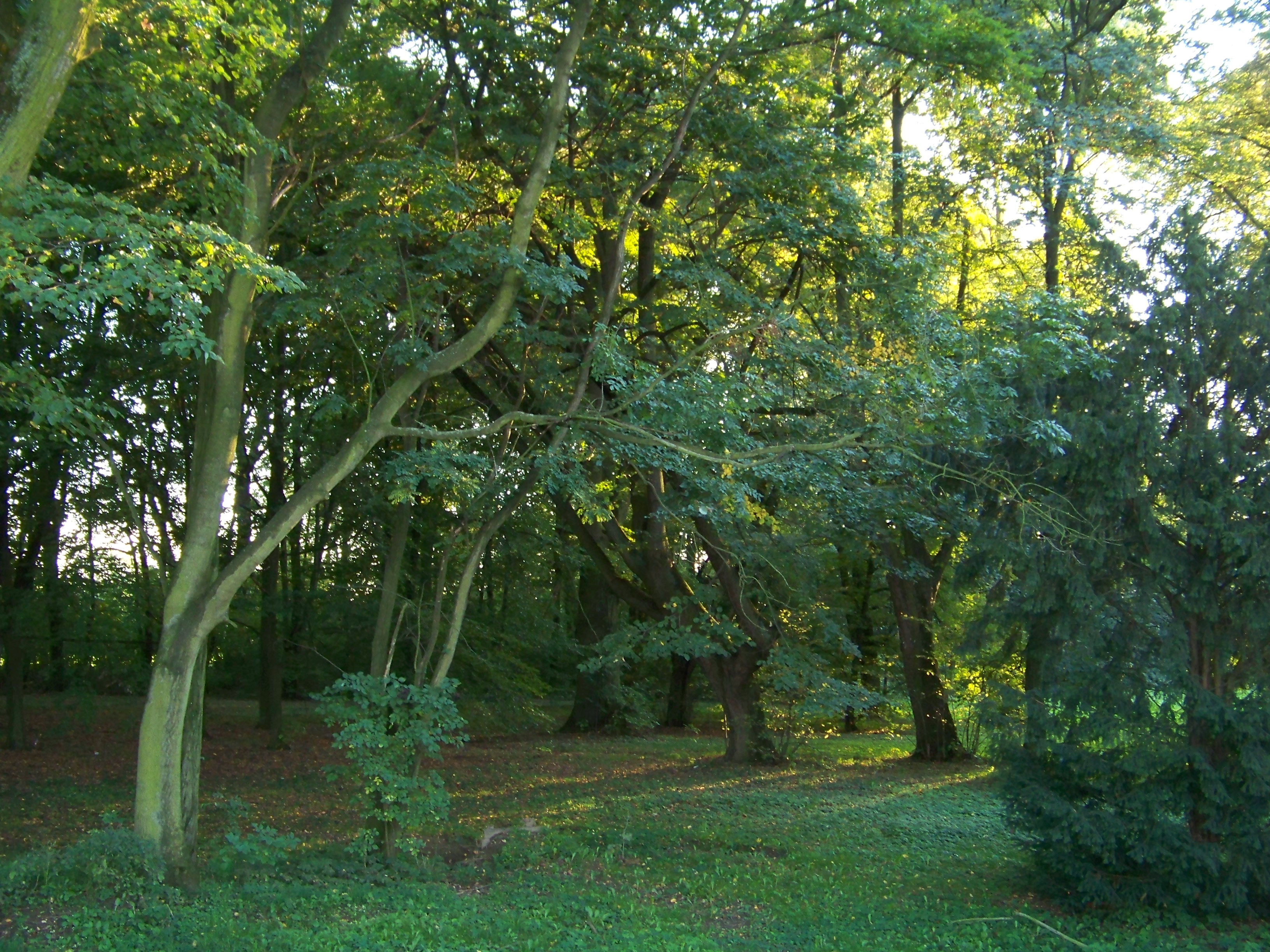
Schlosspark Taschenberg

Erstmals urkundlich erwähnt wurde der Ort im Jahr 1314 als Tassingburg. 1405 wurde der Ort bereits als Taschenberg erwähnt.
Nach dem Ersten Schlesischen Krieg 1742 fiel Taschenberg mit dem größten Teil Schlesiens an Preußen.
Nach der Neuorganisation der Provinz Schlesien gehörte die Landgemeinde Taschenberg ab 1816 zum Landkreis Brieg im Regierungsbezirk Breslau. 1845 bestanden im Dorf ein Schloss, ein Vorwerk, eine evangelische Schule, eine Brauerei und 45 Häuser. Im gleichen Jahr lebten in Taschenberg 288 Menschen, davon 47 katholisch. 1874 wurde der Amtsbezirk Taschenberg-Michelau gegründet, welcher aus den Landgemeinden Cantersdorf, Jeschen, Klein Neudorf, Michelau, Taschenberg und den Gutsbezirken Cantersdorf, Klein Neudorf und Taschenberg bestand. 1885 zählte Taschenberg 192 Einwohner.
1933 hatte Taschenberg 232 sowie 1939 196 Einwohner. Bis 1945 befand sich der Ort im Landkreis Brieg.
Als Folge des Zweiten Weltkriegs fiel der deutsche Ort Taschenberg 1945 wie der größte Teil Schlesiens unter polnische Verwaltung. Nachfolgend wurde der Ort in Ptakowice umbenannt und der Woiwodschaft Schlesien angeschlossen. 1950 wurde es der Woiwodschaft Oppeln eingegliedert. 1999 kam der Ort zum neu gegründeten Powiat Breszki (Kreis Brieg).

## Sehenswürdigkeiten
- Das Schloss Taschenberg wurde 1945 zerstört. Erhalten haben sich die Vorwerksgebäude aus dem 19. Jahrhundert.
- Direkt angrenzend befindet sich der Schlosspark. Die ein Hektar große Grünanlage wurde Anfang des 20. Jahrhunderts angelegt.[2]
- Wegekreuz